# Štefan Tarkovič
Štefan Tarkovič (ur. 18 lutego 1973 w Preszowie) – słowacki trener piłkarski oraz w przeszłości piłkarz występujący na pozycji obrońcy, selekcjoner reprezentacji Słowacji. Wychowanek Tatrana Preszów.